# Navassa (Carolina do Norte)
Navassa é uma cidade  localizada no estado norte-americano de Carolina do Norte, no Condado de Brunswick.

## Demografia
Segundo o censo norte-americano de 2000, a sua população era de 479 habitantes.
Em 2006, foi estimada uma população de 1683, um aumento de 1204 (251.4%).

## Geografia
De acordo com o United States Census Bureau tem uma área de
6,6 km², dos quais 6,4 km² cobertos por terra e 0,2 km² cobertos por água.

## Localidades na vizinhança
O diagrama seguinte representa as localidades num raio de 12 km ao redor de Navassa.